# Station Farningham Road
Farningham Road is een spoorwegstation van National Rail in Dartford in Engeland. Het station is eigendom van Network Rail en wordt beheerd door Southeastern. 